# Lagerhäuser der Centralschweiz
Die Lagerhäuser der Centralschweiz AG mit Sitz in Aarau ist eine in den Bereichen Logistik und Transport international tätige Schweizer Unternehmensgruppe. Die Tochtergesellschaften Lagerhäuser Aarau AG, Cotra AG, Weinkellereien Aarau AG und VistaSys beschäftigen rund 700 Mitarbeitende. Die Lagerhäuser der Centralschweiz gehört zu den 500 grössten Unternehmen in der Schweiz.

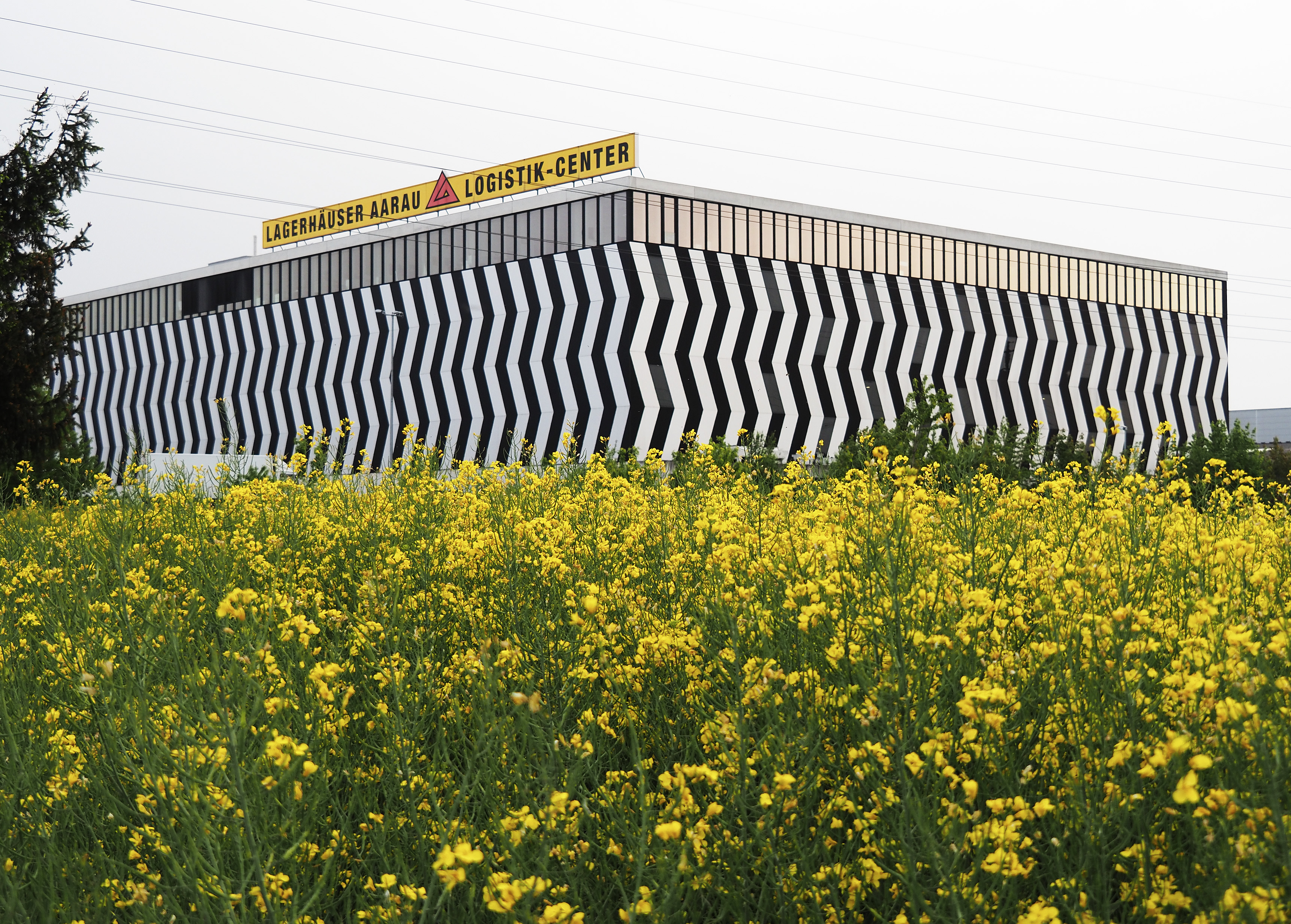
Logistikzentrum in Schafisheim

## Tätigkeitsgebiet
Die Unternehmensgruppe umfasst die Tochtergesellschaften Lagerhäuser Aarau AG, Cotra Autotransport AG, Weinkellereien Aarau AG und
VistaSys AG.
Die logistischen Aktivitäten der Lagerhäuser der Centralschweiz umfassen internationale Speditionen von See- und Luftfracht sowie Transporte im europäischen Güterverkehr. Darüber hinaus bietet das Unternehmen auch logistische Gesamtlösungen in den Bereichen Lagerung, Distribution, Möbeltransporte sowie Dienstleistungen in den Bereichen Preisauszeichnung, Co-Packing und Kommissionierung.

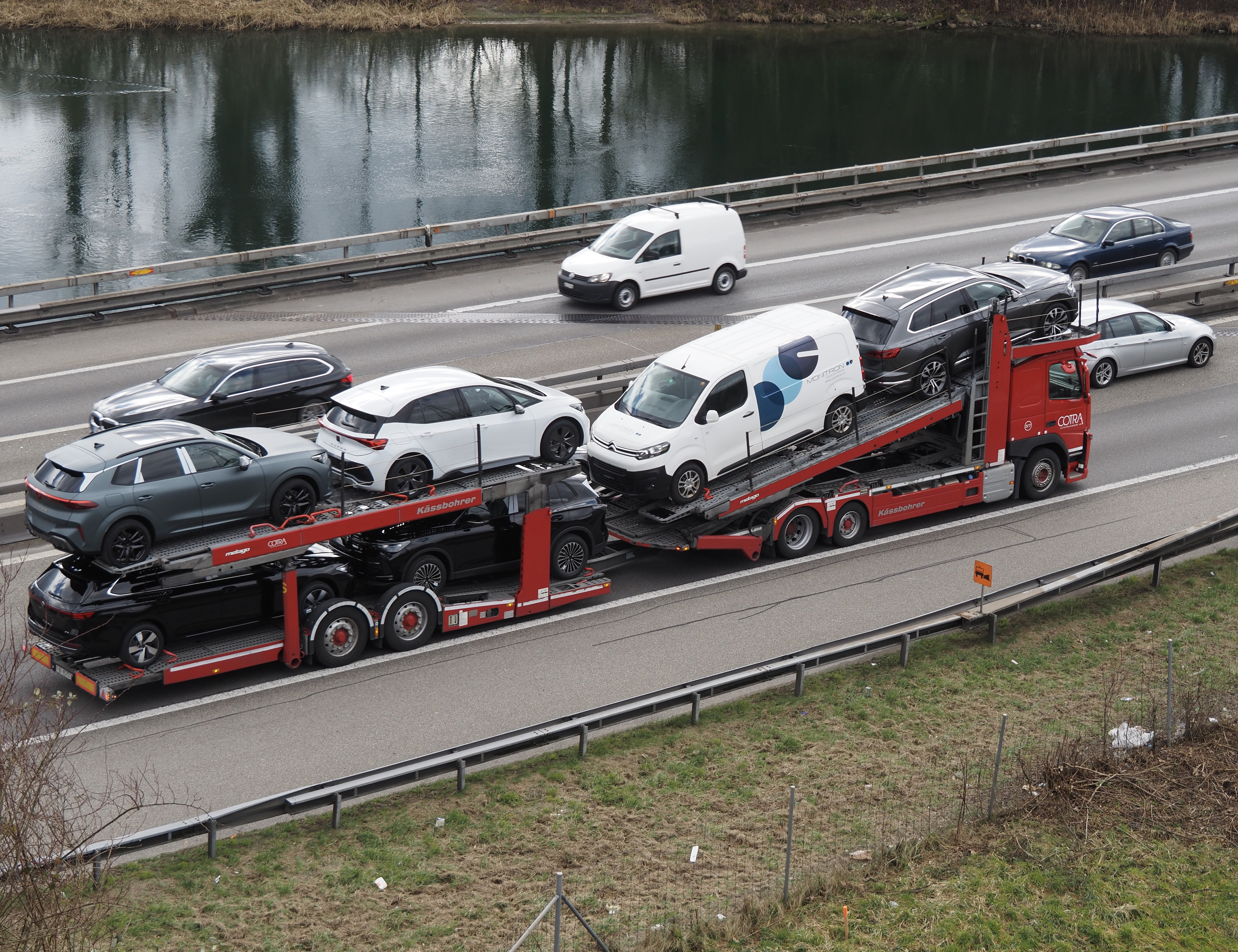
Autotransporter von Cotra

Das Tochterunternehmen Cotra Autotransport mit Sitz in Lupfig ist im Fahrzeugtransport innerhalb der Schweiz tätig und führt zudem auch Spezialtransporte von Sportwagen, Showcars und Oldtimern für Ausstellungen und PR-Anlässe durch. Es führt das Fahrzeuglogistikzentrum in Studen, Kanton Bern. Darüber hinaus bietet das Unternehmen auch Dienstleistungen in den Bereichen Neuwagenaufbereitung, Hochglanzpolitur und Lagerplatzvermietung.
Die Weinkellereien Aarau ist im internationalen Weingeschäft tätig. Sie ist für den Direkteinkauf bei den Winzern, die Lagerung und die Auslieferung zuständig.

## Geschichte
Die Lagerhäuser der Centralschweiz wurde 1873 durch die Brüder Riggenbach in Aarau anfänglich als reines Transport- und Lagerunternehmen gegründet. Das Unternehmen erhielt damals von der Eidgenössischen Zollverwaltung die Bewilligung für ein "Eidgenössisches Alkoholdepot". Der Geschäftszweig der Kontraktlagerung wurde bis heute beibehalten und über die Zeit mit anderen Logistikdiensten ergänzt.
1950 begann der Handel mit Kohle und Holz.
1963 gründete die Lagerhäuser der Centralschweiz das Autotransportunternehmen Universal Express. Diese wurde 1965 mit der schweizerischen Filiale von Züst-Ambrosetti fusioniert, woraus die Cotra Autotransport AG entstand. Im gleichen Jahr konnte sich Cotra Vertragsabschlüsse mit Ford und Fiat für die Fahrzeugverteilung in der Schweiz sichern. 1970 kam die Fahrzeugverteilung in der Schweiz für die AMAG-Gruppe hinzu. Durch die Übernahme der Transportfirma Oretra AG 1971 erweiterte Cotra die Fahrzeugverteilung in der Schweiz auch auf die Marken Renault und Alfa Romeo. Zwei Jahre später folgte der Vertragsabschluss mit der General Motors für die Fahrzeugverteilung der GM- und Opel-Produkte in der Schweiz. In den Jahren darauf kamen auch Mitsubishi, Suzuki und Hyundai hinzu.
1965 begann der Handel mit Mineralölprodukten. 1973 ziehen die Lagerhäuser der Centralschweiz von der Bahnhofstrasse in Aarau nach Buchs.
Die Lagerhäuser der Centralschweiz expandierte im Verlaufe der Jahre auch in anderen Bereichen durch verschiedene Übernahmen und Zusammenschlüsse. Die von Ulrich Giezendanner geführte Giezendanner Transport AG schloss sich im Juli 1999 der Unternehmensgruppe an. Im gleichen Jahr wurde die erste Ruedi-Rüssel-Tankstelle eröffnet.
2002 entstand die Oel-Pool AG aus dem Zusammenschluss einiger alteingesessener Ölhändler. 2003 wurde die Brennstoffabteilung in die Oel-Pool AG ausgegliedert.
Giezendanner Transport ist auf Tank- und Silotransporte, internationale Transporte sowie Gefahrgut-Logistik und Distribution spezialisiert. 2010 wurde das Unternehmen an die Familie Giezendanner zurückverkauft.
2015 wurde die Tankstellenabteilung der Oel-Pool AG in die Tochterfirma Moveri AG überführt. Im gleichen Jahr hat die Oel-Pool AG die Mehrheit von der de Sede AG übernommen. 2017 hat Oel-Pool 19 Aperto-Tankstellenshops von Coop übernommen.

## Volare Group
2018 wurde die Volare Group AG mit Sitz in Suhr gegründet und die Oel-Pool AG in eine Holding umstrukturiert. Präsident und Delegierter des Verwaltungsrates wurde Daniel Sieber. Er ist 1982 in die damalige Brennstoffabteilung der Lagerhäuser der Centralschweiz eingetreten. 2019 haben Daniel und Claudia Sieber die Aktien der Volare Group von den Lagerhäuser der Centralschweiz übernommen.
Im März 2018 wurde bekannt, dass die Daun-Gruppe die Immobilien der KBC mit ca. 80'000 Quadratmetern an die Volare Group verkauft hat. Ende 2018 übernahm die Volare Group 100 Prozent der Advitec, der Holdinggesellschaft der Grisard-Unternehmen. Darunter waren 60 Avia-Tankstellen. Im April 2020 wurde bekannt, dass die Volare Group im Herbst 2020 Hauptaktionärin des Bauunternehmens Zubler AG werden soll. 2023 wurde die Firma komplett übernommen. 2024 wurde bekannt, dass die im Strassenbau tätige Valli AG Strassenbau mit Sitz in Aarau übernommen werde.
Mit der Tochtergesellschaft Oel-Pool ist die Unternehmensgruppe auch im Heiz- und Mineralölhandel tätig. Oel-Pool verfügt über eine Flotte von mehr als zwanzig Tankwagen und betreibt unter der Marke Ruedi Rüssel ein eigenes Tankstellennetz.
2023 wurde bekannt, dass die Oel-Hauser AG, die zur Oel-Pool AG gehört, per Ende November 2023 die Hubrol AG mit Sitz in Altdorf UR übernimmt.
Im September 2021 wurde eine Vereinbarung zur Übernahme des Tankstellennetzes sowie der Versorgungsstruktur von BP in der Schweiz bekannt. Die Tankstellen sollen von der Oel-Pool AG und ihrer Tochtergesellschaft Moveri AG übernommen werden. 2022 hat Oel-Pool die Autobahnraststätte in Deitingen von BP übernommen und 71 Tankstellenshops an BP-Tankstellen per April 2023 an Valora verkauft, welche unter der Marke «Avec» geführt werden sollen.
Die Moveri AG betreibt rund 330 Ruedi-Rüssel- und Miniprix-Tankstellen und über 200 weitere Tankstellen von BP und Shell.